# Европейское бюро по борьбе с мошенничеством

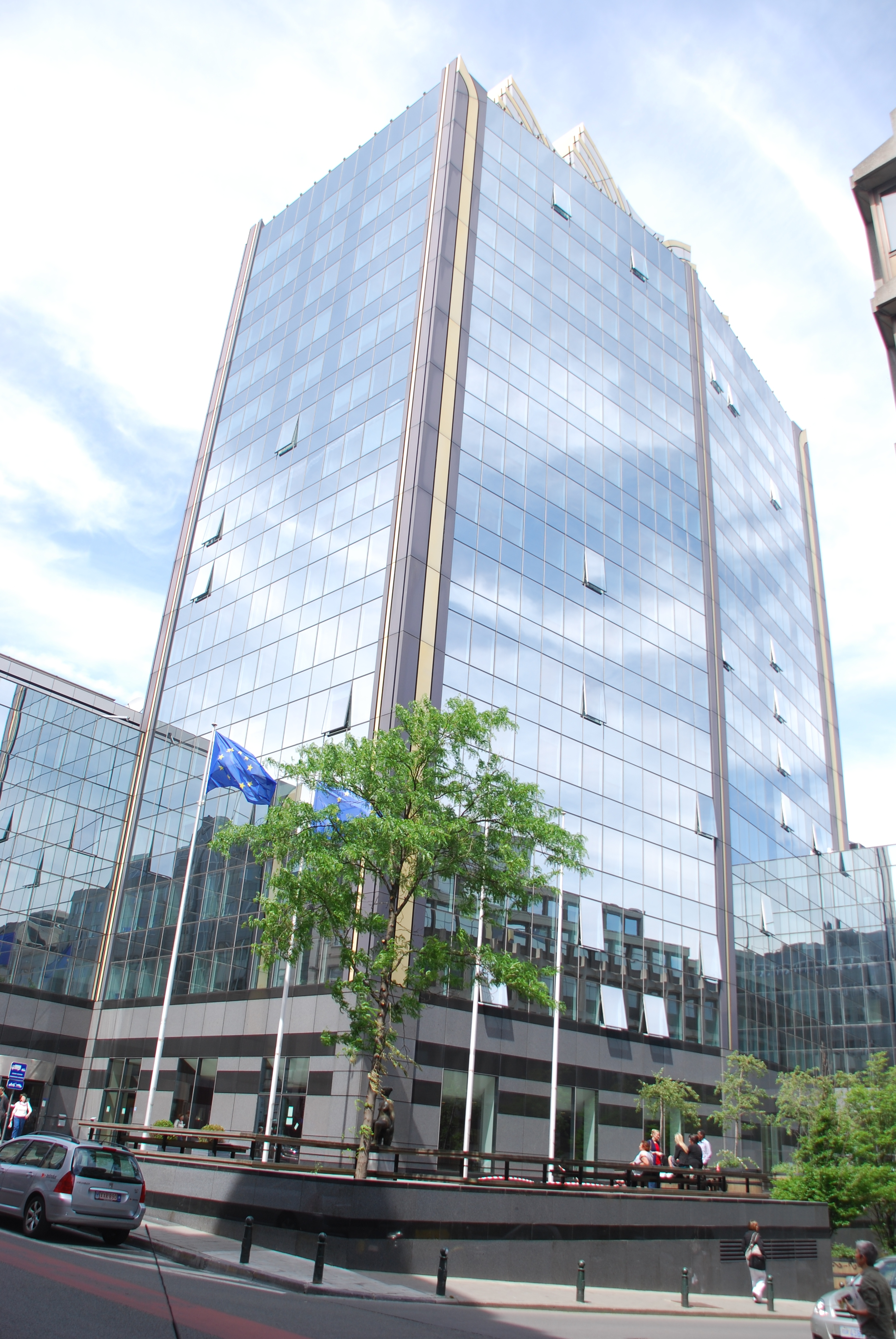
European Anti-fraud Office, Rue Joseph II, Брюссель

Европейское бюро по борьбе с мошенничеством (сокр. ЕББМ, англ. European Anti-Fraud Office, обычно используется сокращение OLAF от фр. Office de Lutte Anti-Fraude) основано в рамках Европейской комиссии для борьбы с мошенничеством при выполнении программ и политики Европейского союза. Бюро является независимой организацией, работающей с национальными агентствами по борьбе с мошенничеством и коррупцией.
Бюро создано в 1999 году решением Европейской комиссии для замены Отдела по координации борьбы с мошенничеством (фр. Unité de coordination de lutte anti-fraude), компетенция которого ограничивалась только самой Комиссией.